# Hegyeshalom
Hegyeshalom est un village et une commune du comitat de Győr-Moson-Sopron en Hongrie.

## Histoire
Le 2 mai 1989, près du village d'Hegyeshalom, sur la route entre Budapest et Vienne, un groupe de gardes-frontières hongrois, munis de tenailles, coupent les barbelés et les fils électriques qui marquent la frontière avec l'Autriche.